# Опила
Опила (мкд. Опила) је насеље у Северној Македонији, у североисточном делу државе. Опила је у оквиру општине Ранковце.

## Географија
Опила је смештена у североисточном делу Северне Македоније. Од најближег града, Куманова, село је удаљено 35 km источно.
Село Опила се налази у историјској области Славиште. Насеље је јужно од долине Криве реке, подно планине Лисец, на приближно 600 метара надморске висине.
Месна клима је умерено континентална.

## Становништво
Опила је према последњем попису из 2002. године имала 269 становника. Од тога огромну већину чине етнички Македонци (100%).
Претежна вероисповест месног становништва је православље.